# Binde (Einheit)
Binde war eine englische Mengeneinheit im Fischhandel.
- 1 Binde = 10 Stricke = 250 Stück Aale